# Thalattosauria
Thalattosauria – klad diapsydów żyjących w triasie. Ich dokładna pozycja systematyczna jest niepewna.

## Systematyka
Thalattosauria sensu Liu i Rieppel, 2005 (Thalattosauriformes sensu Müller, Renesto i Evans, 2005)
- Nadrodzina Askeptosauroidea
  - Rodzaj Miodentosaurus
  - Rodzina Askeptosauridae
    - Rodzaj Anshunsaurus
    - Rodzaj Askeptosaurus

  - Rodzina Endennasauridae
    - Rodzaj Endennasaurus
- Nadrodzina Thalattosauroidea
  - Rodzaj Nectosaurus
  - Rodzaj Xinpusaurus
  - Rodzina Claraziidae
    - Rodzaj Clarazia
    - Rodzaj Hescheleria

  - Rodzina Thalattosauridae
    - Rodzaj Agkistrognathus
    - Rodzaj Paralonectes
    - Rodzaj Thalattosaurus